# إيميلي بلنت
إميلي أوليفيا ليا بلنت (بالإنجليزية: Emily Olivia Laura Blunt) مواليد 23 فبراير، 1983 ممثلة أفلام ومسرح بريطانية - أمريكية، بدأت مشوارها الفني في عام 2001 عندما مثلت في مسرحية العائلة الحاكمة، وبعد سنتين في عام 2003 ظهرت إميلي لأول مرة على شاشة التلفاز في الفيلم التلفزيوني الملكة المحاربة. في عام 2006 حصلت على جائزة غولدن غلوب لأفضل ممثلة مساعدة لأدائها في فيلم «ابنة غيديون». في نفس العام رشحت لجائزة غولدن غلوب لأفضل ممثلة مساعدة في فيلم سينمائي، وجائزة بافتا لأفضل ممثلة في دور ثانوي لأدائها في فيلم الشيطان يرتدي برادا.
في عام 2009، حصلت بلنت على جائزة بافتا «بريطانيا» لأفضل ممثل بريطاني للسنة. كما رشحت لجائزة غولدن غلوب لأفضل ممثلة - فيلم دراما لأدائها في فيلم صيد السلمون في اليمن.

## نشأتها
ولدت إميلي في واندسورث، لندن والدتها جوانا ممثلة سابقة ومدرسة، والدها أوليفر سايمون بيتر بلنت محامي. اخوانها فيليستي، سيباستيان، وسوزانا.جدها كان عسكريا برتبة لواء في الجيش البريطاني.
من عمر السابعة حتى الرابعة عشر عانت بلنت من التأتأة. ارتادت بلنت مدرسة إبستوك في روهامبتن في جنوب غرب لندن، في السادسة عشر من عمرها ارتادت كلية «هورتوود هاوس» في دوركين، سري.

## حياتها المهنية

### 04-2001: بداية مشوارها الفني
في نوفمبر، 2001، ظهرت بلنت لأول مرة في عمل مسرحي مع الممثلة جودي دينش بعنوان «العائلة المالكة». شاركت بعدها في مسرحية «فنسنت في بريكستون» وادت دور يوجيني في المسرح الوطني، وادت دور جولييت في مسرحية روميو وجولييت في مهرجان تشيتسر للمسرح في عام 2002. في عام 2003، ظهرت بلنت لأول مرة على شاشة التلفاز في فيلم الدراما الملكة المحاربة الذي جسد قصة الملكة البريطانية بوديكا التي حاربت الرومان. في نفس السنة ظهرت بلنت بدور الملكة كاثرين هوارد في الدراما التلفزيونية البريطانية هنري الثامن.

### 11-2005: الشهرة
مثلت بلنت مع بيل ناي وميراندا ريتشاردسون في فيلم الدراما التلفزيوني البريطاني ابنة غيديون، عرض الفيلم في مهرجان هامبتونس الدولي للأفلام في عام 2005، ثم عرض على التلفاز في بريطانيا في فبراير 2006. تكريماً لأدائها حصلت بلنت على جائزة غولدن غلوب لأفضل ممثلة مساعدة - مسلسل، أو مسلسل قصير أو فيلم تلفزيوني.
ظهرت بلنت مع ميرل ستريب في فيلم الشيطان يرتدي برادا، والذي تدور أحداثهُ في عالم الموضى والأزياء في مدينة نيويورك. أدت بلنت دور إميلي، مساعدة رئيسة التحرير في مجلة «رنواي». حقق الفيلم نجاحاً كبيراً في شباك التذاكر وحصد 326,551,094$ مليون دولار. رشحت بلنت لجائزة بافتا لأفضل ممثلة في دور ثانوي، وجائزة غولدن غلوب لأفضل ممثلة مساعدة - فيلم لأدائها في الفيلم. شاركت بلنت بطولة فيلم الدراما السينمائي «لا يقاوم» مع الممثلة سوزان سارندون.

في عام 2007، ظهرت بلنت في أربعة أفلام: فيلم الرعب قشعريرة البرد، فيلم الدراما الرومنسية نادي جين أوستن للقراءة، فيلم الكوميديا دان في الحياة الحقيقية، وفيلم الدراما التاريخي حرب تشارلي ولسون مع توم هانكس. في عام 2008، ظهرت بلنت في فلمان تنظيف أشعة الشمس بدور نوره لوركاوسكي. بعدها ظهرت في فيلم «باك هاورد العظيم». 

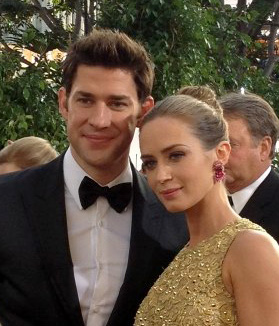
بلنت مع زوجها جون كراسينسكي

في عام 2009، ادت بلنت دور الملكة فكتوريا في فيلم الدراما المستقل فكتوريا الشابة رشحت اثر ادائها لجائزة غولدن غلوب لأفضل ممثلة - فيلم دراما.

## حياتها الشخصية
كانت بلنت على علاقة استمرت لثلاث سنين بالمغني الكندي مايكل بوبليه. التقى الاثنان في عام 2005، في ملبورن أستراليا. ثم انفصلا في عام 2008. في نوفمبر عام 2008، بدأت بلنت بمواعدة الممثل الأمريكي جون كراسينسكي، الذي طلب يدها في أغسطس 2009، وتزوجا في 10 يوليو، 2010 في كومو، إيطاليا، ولديهما ابنتان، هيزل (مواليد 2014)، وفايوليت (مواليد 2016).
في أغسطس عام 2015، حصلت بلنت على الجنسية الأمريكية.

## الأعمال

### أفلام
| السنة | العنوان                      | الدور               | ملاحظة             |
| ----- | ---------------------------- | ------------------- | ------------------ |
| 2004  | صيف الحب                     | تازمن               |                    |
| 2006  | الشيطان يرتدي برادا          | إميلي تشارلتون      |                    |
| 2006  | لا يقاوم                     | مارا                |                    |
| 2007  | قشعريرة البرد                | البنت               |                    |
| 2007  | نادي جين أوستن للقراءة       | برودي               |                    |
| 2007  | دان في الحياة الحقيقية       | روثي درابر          |                    |
| 2007  | حرب تشارلي ويلسون            | جين ليدل            |                    |
| 2008  | باك هاورد العظيم             | فاليري ليدل         |                    |
| 2008  | تنظيف أشعة الشمس             | نورة لوركاوسكي      |                    |
| 2009  | فيكتوريا الصغيرة             | الملكة فكتوريا      |                    |
| 2010  | الرجل الذئب                  | غوين كونليف         |                    |
| 2010  | الهدف الجامح                 | روز                 |                    |
| 2010  | رحلات غوليفر                 | الأميرة ماري        |                    |
| 2011  | غنوميو وجولييت               | جولييت              | صوت                |
| 2011  | وكالة التعديلات              | إليس سيلاس          |                    |
| 2011  | صيد السلمون في اليمن         | هاريت تشيتود تالبوت |                    |
| 2011  | أخت أختك                     | إريس                |                    |
| 2011  | الدمى المتحركة               | سكرتيرة السيدة بيغي |                    |
| 2012  | خمس سنوات خطوبة              | فايلوت بارنز        |                    |
| 2012  | صانع الحلقة                  | سارة                |                    |
| 2012  | آرثر نيومان                  | ميتشيلا فيتزجيرالد  |                    |
| 2013  | صعود الرياح                  | ناوكو ساتومي        | الدبلجة الإنجليزية |
| 2014  | حافة الغد                    | ريتا روز فراتاسكي   |                    |
| 2014  | في الغابة                    | زوجة الخباز         |                    |
| 2015  | سكاريو                       | كيت ميسر            |                    |
| 2016  | الصياد: حرب الشتاء           | فريا                |                    |
| 2016  | فتاة القطار                  | ريتشل واتسون        |                    |
| 2017  | بسكويت الحيوانات             | زوي هنتنغتون        | صوت                |
| 2017  | حصاني الصغير: الفيلم         | تيمبست شادو         | صوت                |
| 2018  | غنوميو وجولييت: شيرلوك غنومز | جولييت              | صوت                |
| 2018  | مكان هادئ                    | إيفلين أبوت         |                    |
| 2018  | عودة ماري بوبنز              | ماري بوبنز          |                    |
| 2020  | مكان هادئ 2                  | إيفلين أبوت         |                    |
| 2020  | رحلة الأدغال                 | ليلي هوتون          |                    |
| 2025  | آلة التحطيم                  | داون ستابلز         |                    |

### تلفاز
| السنة   | العنوان                                    | الدور                   | ملاحظة                          |
| ------- | ------------------------------------------ | ----------------------- | ------------------------------- |
| 2003    | بوديكا                                     | إسولادا                 | فيلم تلفزيوني                   |
| 2003    | حرب فويل                                   | لوسي ماركام             | حلقة "ألعاب الحرب"              |
| 2003    | هنري الثامن                                | كاثرين هاورد            |                                 |
| 2004    | أغاثا كرستي بوارو                          | لينيت ريدجواي           |                                 |
| 2005    | الإمبراطورية                               | كامان                   | 6 حلقات                         |
| 2005    | حالة شيرلوك هولمز وآرثر كونان دويل الغريبة | جين ليكي                | فيلم تلفزيوني                   |
| 2006    | ابنة غيديون                                | ناتاشا                  | فيلم تلفزيوني                   |
| 2009    | حب الإستطلاع                               | إما                     | صوت، فيلم قصير                  |
| 2009    | عائلة سيمبسون                              | جولييت هوبس             |                                 |
| 10-2009 | أنجيلا باليرينا: الخطوات التالية           | السيدة ماتيلدا ماوسلينغ |                                 |
| 2015    | معارك تحريك الشفاه                         | نفسها                   | حلقة: "إميلي بلنت ضد آن هاثواي" |
| 2016    | ساترداي نايت لايف                          | نفسها، مقدمة البرنامج   | حلقة: "إميلي بلنت وبرونو مارس"  |

### مسرح
| السنة   | العنوان           | الدور       | ملاحظة                |
| ------- | ----------------- | ----------- | --------------------- |
| 2000    | بليس              | مادي        |                       |
| 02-2001 | العائلة المالكة   | غوين        |                       |
| 2002    | فنسنت في بريكستون | يوجيني لوير | المسرح الوطني، لندن   |
| 2002    | روميو وجولييت     | جولييت      | مهرجان تشيتستر للمسرح |

1. ↑  Internet Movie Database (بالإنجليزية), QID:Q37312
2. ↑  Encyclopædia Britannica | Emily Blunt (بالإنجليزية), QID:Q5375741
3. ↑  Discogs | Emily Blunt (بالإنجليزية), QID:Q504063
4. ↑  GeneaStar | Emily Blunt، QID:Q98769076
5. 1 2   https://thefuninfo.com/emily-blunt-biography/. {{استشهاد ويب}}: |url= بحاجة لعنوان (مساعدة) والوسيط |title= غير موجود أو فارغ (من ويكي بيانات) (مساعدة)
6. ↑  Internet Movie Database (بالإنجليزية), QID:Q37312
7. ↑   https://www.oscars.org/oscars/ceremonies/2024. اطلع عليه بتاريخ 2024-04-01. {{استشهاد ويب}}: |url= بحاجة لعنوان (مساعدة) والوسيط |title= غير موجود أو فارغ (من ويكي بيانات) (مساعدة)
8. ↑   https://www.sagawards.org/awards/nominees-and-recipients/30th-annual-screen-actors-guild-awards. اطلع عليه بتاريخ 2024-04-01. {{استشهاد ويب}}: |url= بحاجة لعنوان (مساعدة) والوسيط |title= غير موجود أو فارغ (من ويكي بيانات) (مساعدة)
9. ↑   https://deadline.com/2024/02/2024-saturn-awards-winners-list-1235815080/. اطلع عليه بتاريخ 2024-04-01. {{استشهاد ويب}}: |url= بحاجة لعنوان (مساعدة) والوسيط |title= غير موجود أو فارغ (من ويكي بيانات) (مساعدة)
10. ↑  Internet Movie Database (بالإنجليزية), QID:Q37312
11. ↑  Internet Movie Database (بالإنجليزية), QID:Q37312
12. ↑  Internet Movie Database (بالإنجليزية), QID:Q37312
13. ↑  Internet Movie Database (بالإنجليزية), QID:Q37312
14. ↑  "مونيتر". إنترتينمنت ويكلي (1248). 1 مارس، 2013. صفحة 25.
15. ↑  News، A. B. C. (9 سبتمبر 2015). "What Happened When Emily Blunt Became a US Citizen". ABC News. مؤرشف من الأصل في 2019-02-07. اطلع عليه بتاريخ 2017-09-02. {{استشهاد ويب}}: |الأخير= باسم عام (مساعدة)
16. ↑  "Emily Blunt". www.goldenglobes.com (بالإنجليزية). Archived from the original on 2019-05-15. Retrieved 2017-09-02.
17. ↑  "2007 Film Actress in a Supporting Role | BAFTA Awards". awards.bafta.org (بالإنجليزية). Archived from the original on 2019-04-22. Retrieved 2017-09-02.
18. ↑  "Britannia Awards Honorees". www.bafta.org (بالإنجليزية). Archived from the original on 2014-10-10. Retrieved 2017-09-03.
19. ↑  "Emily Blunt". TVGuide.com (بالإنجليزية). Archived from the original on 2018-07-30. Retrieved 2017-09-02.
20. ↑  Taylor, Ella (1 Mar 2009). "Down to Earth, Even When Off the Wall". The New York Times (بالإنجليزية الأمريكية). ISSN:0362-4331. Archived from the original on 2018-06-28. Retrieved 2017-09-02.
21. ↑  "Emily Blunt interview: on Tom Cruise, her new baby and acting mean". Telegraph.co.uk (بالإنجليزية). Archived from the original on 2018-06-13. Retrieved 2017-09-02.
22. 1 2 3  Day, Elizabeth (20 Jun 2009). "Enter a new leading lady". The Guardian (بالإنجليزية البريطانية). ISSN:0261-3077. Archived from the original on 2018-06-28. Retrieved 2017-09-02.
23. 1 2  "Blunt moves from the runway to the royal family". SFGate. مؤرشف من الأصل في 2007-11-21. اطلع عليه بتاريخ 2017-09-02.
24. ↑  "Emily Blunt Talks About Stuttering". Stuttering Foundation: A Nonprofit Organization Helping Those Who Stutter (بالإنجليزية). Archived from the original on 2019-05-18. Retrieved 2017-09-02.
25. 1 2 3 4  "Emily Blunt Biography - Yahoo! Movies". 7 مارس 2013. مؤرشف من الأصل في 2020-03-19. اطلع عليه بتاريخ 2017-09-02.{{استشهاد ويب}}:  صيانة الاستشهاد: BOT: original URL status unknown (link)
26. ↑  Gandharvah (12 مارس 2010)، Emily Blunt   2007 Golden Globes Acceptance speech، مؤرشف من الأصل في 2019-11-15، اطلع عليه بتاريخ 2017-09-02
27. ↑  "Gideon's Daughter - Movie Review" (بالإنجليزية). Archived from the original on 2018-06-28. Retrieved 2017-09-02.
28. ↑  "The Devil Wears Prada (2006) - Box Office Mojo". www.boxofficemojo.com (بالإنجليزية). Archived from the original on 2019-05-14. Retrieved 2017-09-02.
29. ↑  "WebCite query result". www.webcitation.org (بالإنجليزية). Archived from the original on 2016-09-15. Retrieved 2017-09-02. {{استشهاد ويب}}: الاستشهاد يستخدم عنوان عام (help)
30. ↑  Scott، A. O. "Bonding Amid Blood Splatters: Amy Adams and Emily Blunt as Sisters With Messy Lives". مؤرشف من الأصل في 2019-03-26. اطلع عليه بتاريخ 2017-09-02.
31. ↑  "Emily Blunt and Michael Bublé Split". PEOPLE.com (بالإنجليزية الأمريكية). 11 Jul 2008. Archived from the original on 2016-03-03. Retrieved 2017-09-02.
32. ↑  Oh، Eunice (28 أغسطس 2009). "Emily Blunt & John Krasinski Are Engaged". بيبول. مؤرشف من الأصل في 2016-08-29. اطلع عليه بتاريخ 2012-08-24.
33. ↑  "Emily Blunt, John Krasinski Wed in Italy!". Us Weekly. مؤرشف من الأصل في 2011-08-31. اطلع عليه بتاريخ 2011-11-01.
34. ↑  "John Krasinski on Twitter: "Wanted to let the news out directly. Emily and I are so incredibly happy to welcome our daughter Hazel into the world today! Happy bday!"". Twitter. 16 فبراير 2016. مؤرشف من الأصل في 2016-04-04. اطلع عليه بتاريخ 2016-07-16.
35. ↑  "John Krasinski and Emily Blunt Welcome Daughter Hazel". بيبول. 16 فبراير 2014. مؤرشف من الأصل في 2018-06-29. اطلع عليه بتاريخ 2016-07-16.
36. ↑  Eggenberger، Nicole (16 فبراير 2014). "Emily Blunt Gives Birth, Welcomes Daughter Hazel With Husband John Krasinski". Us Weekly. مؤرشف من الأصل في 2018-07-14. اطلع عليه بتاريخ 2014-02-16.
37. ↑  "John Krasinski on Twitter: "What better way to celebrate the 4th... than to announce our 4th family member!!! 2 weeks ago we met our beautiful daughter Violet #Happy4th"". Twitter. 4 يوليو 2016. مؤرشف من الأصل في 2018-04-26. اطلع عليه بتاريخ 2016-07-04.
38. ↑  "Emily Blunt, John Krasinski Welcome Baby Girl, Violet". 5 يوليو 2016. مؤرشف من الأصل في 2016-07-06. اطلع عليه بتاريخ 2016-07-16.
39. ↑  "Emily Blunt Becomes A U.s. Citizen". Contactmusic.com. 6 أغسطس 2015. مؤرشف من الأصل في 2018-06-25. اطلع عليه بتاريخ 2015-09-16.
40. ↑  Page، Janice (26 سبتمبر 2015). "Emily Blunt, action hero". The Boston Globe. مؤرشف من الأصل في 2018-06-25. اطلع عليه بتاريخ 2015-09-28.

## وصلات خارجية
- إيميلي بلنت على موقع IMDb (الإنجليزية)
- إيميلي بلنت على موقع ميتاكريتيك (الإنجليزية)
- إيميلي بلنت على موقع الموسوعة البريطانية (الإنجليزية)
- إيميلي بلنت على موقع روتن توميتوز (الإنجليزية)
- إيميلي بلنت على موقع مونزينجر (الألمانية)
- إيميلي بلنت على موقع قاعدة بيانات الأفلام العربية
- إيميلي بلنت على موقع ألو سيني (الفرنسية)
- إيميلي بلنت على موقع ميوزك برينز (الإنجليزية)
- إيميلي بلنت على موقع تيرنر كلاسيك موفيز (الإنجليزية)
- إيميلي بلنت على موقع أول موفي (الإنجليزية)